# مهند عسیری
مهند عسیری (عربی: مهند أحمد أبو رديه عسيري؛ زادهٔ ۱۴ اکتبر ۱۹۸۶) یک ورزشکار اهل عربستان سعودی است.
از باشگاه‌هایی که در آن بازی کرده‌است می‌توان به باشگاه فوتبال الاهلی عربستان سعودی، باشگاه فوتبال الوحده عربستان سعودی، باشگاه فوتبال الشباب عربستان سعودی، و تیم ملی فوتبال عربستان سعودی اشاره کرد.
وی همچنین در تیم ملی فوتبال عربستان سعودی بازی کرده‌است.